# 优香
优香（日语：優香，1980年6月27日—），原名岡部廣子，日本電視藝人、主持人，原为写真偶像，以35F上圍與同期出道同樣以豐滿上圍見稱之小池榮子、山田瑪利亞同為頂級之水着女優，所属事務所为株式会社Horipro，是少數成功轉型的寫真女星。曾與妻夫木聰傳出交往新聞。

## 電視劇
- 【2000年4月期】太阳は沈まない = 太阳不西沉／客串伊藤谷亚美
- 【2000年7月期】20岁の结婚 = 20岁的结婚／TBS 主演 中愿寺莲子
- 【2001年4月期】Love Story = 愛的故事／TBS /小林香乃(19)
- 【2001年10月期】世界奇妙物语SP／连续剧症候群／前川理沙
- 【2002年1月期】续平成夫妇茶碗 = 平成小气夫妇2／NTV / 主演 结城灯(20)
- 【2004年1月期】新选组!／NHK／(阿幸[深雪太夫]、阿孝)
- 【2004年9月期】世界奇妙物语SP／开门/品子
- 【2006年7月期】恋爱小说 = 恋爱小说／TBS
- 【2006年7月期】SP ユウキ／NTV / ヨシエ
- 【2007年4月期】まるまるちびまる子ちゃん（樱桃小丸子）／CX / 客串
- 【2008年7月期】魔王／TBS / 客串 成濑真纪子（成濑领的姐姐）
- 【2009年9月期】乌龙派出所／TBS / 客串 泉老师
- 【2009年10月期】my girl-マ－イガール（我的乖乖女）/ EX　冢本阳子
- 【2011年8月期】特別劇 這個世界的角落/ NTV / 白木凜（周作的前女友）
- 【2012年1月期】今日諸事大吉（大安吉日） / NHK / 主演 山井多香子
- 【2012年4月期】パパドル!（偶像爸爸） / TBS / 花村遥
- 【2012年10月期】悪夢ちゃん（惡夢小姐） / NTV / 平島琴葉
- 【2013年10月期】ハクバノ王子サマ 純愛適齡期（白馬王子 純愛適齡期) / YTV / 原多香子
- 【2014年10月期】靈異教師神眉 / NTV / 美奈子老師
- 【2015年1月期】花燃 / NHK / 楫取壽
- 【2016年1月期】ちかえもん = 近衛門 / NHK / 年増遊女・お袖
- 【2016年1月期】臨床犯罪学者・火村英生の推理 = 臨床犯罪學者 火村英生的推理 / NTV / 小野希
- 【2016年4月期】火の粉 = 火之粉 / CX / 梶間雪見
- 【2018年4月期】記憶  / CX / 遙香
- 【2019年1月】 / NHK / 伊可
- 【2020年6月】Living 第3話 / NHK綜合 / （声）
- 【2022年1月期】亂來！我居然會成為社長 / NTV / 檜山凜凜子
- 【2023年1月期】警視廳局外人 / EX / 仁科素子

## 電影
- 【2013年】腰瘦食堂(体脂肪計タニタの社員食堂)，飾演：春野菜菜子
- 【2014年】哪啊哪啊神去村(WOOD JOB! 〜神去なあなあ日常〜)，飾演：飯田美樹
- 【2016年】人生的約定(人生の約束)，飾演：大場由希子
- 【2018年】羊之木(羊の木)，飾演：太田理江子
- 【2019年】妳在月夜裡閃耀光輝(君は月夜に光り輝く)，飾演：岡崎[2]

## 舞台劇
- 【2016年】變身怪醫(JEKYLL & HYDE & SO ON 「酒と涙とジキルとハイド」) 編劇導演：三谷幸喜，主演：伊芙(共演演員：片岡愛之助、藤井隆) 2014年東京首演，2018年台灣國際藝術節TIFA邀演重製。

## 獎項
- 第25回日劇學院賞最佳新人（太陽不西沉）

## 外部連結
- （日語） 优香 事务所官网 （页面存档备份，存于）
- （日語） 优香俱乐部 （页面存档备份，存于）